# 全球事務與科學發展中心
全球事務與科學發展中心（英語：MOST Center for Global Affairs and Science Engagement，縮寫為GASE）是中華民國科技部（今國科會）與國立臺灣大學於2018年11月共同成立之計畫辦公室。以大學為核心，由全臺15間大學擔任規劃推動委員校，負責推動臺灣科研機構與全球夥伴之合作關係。其主要工作項目包含舉辦全球青年暑期營、四季講堂、Formosa系列與國際合作成果發表等。

## 全球青年暑期營
遴選全球就讀之學士、碩士、博士生，來臺參加為期6～8週之暑期實習課程。營隊由臺灣的大學教授或企業擔任實習導師。
| 年   | 主題                   | 日期                  |
| ---- | ---------------------- | --------------------- |
| 2019 | 量子科技、人工智慧     | 2019年6月17日-7月27日 |
| 2020 | 人工智慧、環境綠能科技 | 2020年7月7日-8月26日  |

## 2019 科技部全球科技領袖高峰論壇
於2019年10月30至11月1日舉辦「科技領航閃耀一甲子一全球科技領袖高峰論壇（2019 Global Science＆Technology Leaders Forum）」之科技部成立60週年活動，邀請美國、加拿大、德國、法國、英國、日本等18個國家、23個國家級機構的42位科技及學術界領袖來台參加盛會，是科技部史上舉辦之規模最盛大、層級最高的科技論壇。

## 四季講堂
四季講堂由全球事務與科學發展中心與國內大學共同辦理。邀請諾貝爾獎、菲爾茲獎、圖靈獎、克魯格獎、京都獎、唐獎等獎項得主及國家院士級學者訪臺進行專題演講。
| 年   | 季 | 講者                          | 講題                                                             | 日期           |
| ---- | -- | ----------------------------- | ---------------------------------------------------------------- | -------------- |
| 2019 | 春 | Jean-Marc Egly                | 打通學研與產業的最後一哩                                         | 2019年5月3日   |
| 2019 | 夏 | 約瑟琳·貝爾·伯奈爾            | 星空下的女科學家                                                 | 2019年8月4日   |
| 2019 | 秋 | Erol Gelenbe、Tony Q. S. Quek | 下世代通訊                                                       | 2019年10月29日 |
| 2019 | 冬 | 佛瑞塞·史多達爾               | 我的斯德哥爾摩之路                                               | 2019年10月29日 |
| 2020 | 春 | 克里斯汀·紐斯林-沃爾哈德      | 從斑馬魚窺探生物學的大變革：德國諾貝爾大師與年輕學子的科學對話   | 取消           |
| 2020 | 秋 | 本庶佑                        | 從免疫細胞調控到精準癌症治療：日本當代諾貝爾大師揭開癌症治療曙光 | 延期辦理       |
| 2020 | 冬 | 珍·古德                       | 永續成珍的旅程：溫柔而堅毅的珍古德博士                           | 2020年11月14日 |

## Formosa 系列
- 國際專家工作坊（Formosa GX）－定期舉辦工作坊或研討會，參加人員為臺灣學者。
- 國際職／智能工作坊（Formosa ST）－於規劃推動委員校辦理國際行政職能、研究智能之工作坊或交流會，參加人員為行政工作人員。
- 青年對談活動（Formosa YN）－為國際交流活動，參加人員為國際專家、學者與學生[14]。

| 年   | 系列               | 主題                                                 | 日期           |
| ---- | ------------------ | ---------------------------------------------------- | -------------- |
| 2019 | 國際專家工作坊     | 萬馬奔騰 創意無限:當千里馬遇上伯樂：馬萬鈞博士交流會 | 2019年3月5日   |
| 2019 | 國際職／智能工作坊 | 智權優化暨產學實務國際研討會                         | 2019年3月21日  |
| 2019 | 青年對談活動       | 亞太區院長來訪                                       | 2019年5月29日  |
| 2019 | 國際專家工作坊     | 科研永續與經濟發展－國際交流與產學合作的角色         | 2019年6月21日  |
| 2019 | 青年對談活動       | 人工智慧在教育中的應用                               | 2019年7月12日  |
| 2019 | 國際專家工作坊     | 臨床轉譯與產學應用之於細胞科研的國際發展趨勢         | 2019年9月19日  |
| 2019 | 國際專家工作坊     | 繼往開來：建立全球化半導體研發及人才培育基地         | 2019年10月25日 |
| 2019 | 國際專家工作坊     | 歐洲前沿表面技術-跨域與跨世代的台歐對接              | 2019年11月22日 |
| 2019 | 國際專家工作坊     | 臺灣必須面對的真相—災難之間的喘息                    | 2019年11月30日 |

## 國際合作成果發表
由科技部計畫主持人與來自美加亞太地區與歐洲地區之共同計畫主持人，發表研究成果。
| 年   | 地區                   | 主題                                                       | 日期                |
| ---- | ---------------------- | ---------------------------------------------------------- | ------------------- |
| 2019 | 北美洲、亞太地區       | 2019 科技部美加亞太區國際合作研究成果發表會                | 2019年6月4日        |
| 2019 | 歐洲                   | 2019 科技部自由型(magic)計畫與歐洲區國際合作研究成果發表會 | 2019年10月28日-29日 |
| 2020 | 北美洲、亞太地區、歐洲 | 2020 科技部國際科技合作研究成果發表會                      | 2020年10月20日-21日 |

## 規劃推動委員校
| - 國立臺灣大學 - 國立臺灣師範大學 - 國立臺灣科技大學 - 國立政治大學 - 臺北醫學大學 - 長庚大學 - 國立中央大學 - 國立清華大學 - 國立交通大學 - 逢甲大學 - 國立中興大學 | - 國立中正大學 - 國立成功大學 - 國立中山大學 - 國立東華大學 |

## 外部連結
- 官方網站 （页面存档备份，存于） (繁體中文)
- Facebook粉絲專頁
- YouTube頻道 （页面存档备份，存于）
- 科技領航閃耀一甲子一全球科技領袖高峰論壇（页面存档备份，存于）